# 1989年1月逝世人物列表
1989年逝世人物列表：1月 - 2月 - 3月 - 4月 - 5月 - 6月 - 7月 - 8月 - 9月 - 10月 - 11月 - 12月
1989年1月逝世人物列表，是用於匯總1989年1月期間逝世人物的列表。

## 依日期排序

### 1日
- 查理斯·康奈爾（Charles Cornell），77歲，美國共產黨人（社會主義工人黨）。[1]
- 穆薩·姆瓦里亞馬（Musa Mwariama），61歲，肯亞革命領袖（毛毛叛亂），攝入蛇毒。
- 約瑟夫·佩特（Joseph Petre），英國同行。
- G. Sankara Pillai，58歲，印度劇作家、文學評論家和導演。[2]
- 安東尼·皮尼（Anthony Pini），86歲，阿根廷-蘇格蘭大提琴家（倫敦愛樂樂團）。[3]
- 欧文·夏皮罗（Irvin Shapiro），82歲，美國製片人，電影進口商和電影發行商，帕金森病併發症。[4]
- Aleka Stratigou，62歲，希臘女演員。

### 2日
- 孙景路，65岁，中国话剧、电影演员。
- 薩夫達爾·哈什米（Safdar Hashmi），34歲，印度劇作家兼導演，共產主義活動家，被謀殺。[5]

### 3日
- 羅伯特·班克斯（Robert Banks），67歲，美國化學家（菲力浦斯石油公司，珀金獎章）。[6]
- 貝蒂·貝倫斯（Betty Behrens），84歲，英國歷史學家和學者（劍橋大學）。
- 埃羅爾·勒凱恩（Errol Le Cain），47歲，英國動畫師和兒童讀物插畫家（Hiawatha的童年 - 凱特·格林納威獎章）。
- 勞倫斯·格拉夫蒂-史密斯（Laurence Grafftey-Smith），96歲，英國外交官，英國領事服務部成員。
- 埃迪·海伍德（Eddie Heywood），73歲，美國爵士鋼琴家和作曲家（《柔和的夏日微風》、《加拿大日落》）。[7]
- 伯恩哈德·克魯格（Bernhard Krüger），84歲，納粹德國黨衛軍Sturmbannführer。
- 莉娜·普羅科菲耶夫，91歲，西班牙歌手。[8]
- 謝爾蓋·索伯列夫，80歲，蘇聯數學家。[9]
- 羅伯特·湯瑪斯（Robert Thomas），61歲，法國作家、演員和電影導演。
- 尼克·維爾吉利奧（Nick Virgilio），60歲，美國俳句詩人，心臟病發作。[10]
- Jean Willes，65歲，美國影視女演員（《國王與四皇后》《奪屍者入侵》），肝癌。[11]

### 4日
- Srikrishna Alanahalli，41歲，印度小說家和詩人（Kaadu，Parasangada Gendethimma，Bhujangayyana Dasavataragalu）。
- 拉坦拉爾·婆羅門（Ratanlal Brahmin），88歲，印度政治家，國會議員。
- 皮諾·卡爾維，58歲，義大利鋼琴家、編曲家、指揮家和配樂作曲家（《突尼西亞絕密》、《克里米亞》、《復讎者聯盟》）。[12]
- 克雷爾·萊頓（Clare Leighton），91歲，英裔美國藝術家、作家和插畫家，以木版畫而聞名。[13]
- D. R. Nanayakkara，73歲，斯裡蘭卡電影演員（Rekava，Kurulu Bedda，Indiana Jones和末日神廟）。
- 羅伯特·沃森·波默羅伊，86歲，美國商人和政治家，紐約參議院議員，心力衰竭。[14]
- 娜奧米·查普曼·伍德魯夫（Naomi Chapman Woodroof），88歲，美國農業家，以將花生產量提高五倍而聞名。[15]

### 5日
- 菲力浦·赫施科維茨（Philip Herschkowitz），82歲，羅馬尼亞出生的作曲家和音樂理論家。[16]
- 德克斯特·馬斯特斯（Dexter Masters），79歲，美國編輯和小說家（《一個世界或沒有：關於原子彈全部含義的公眾報告》）。[17]
- 內爾·奧戴（Nell O'Day），79歲，美國馬術和B級電影女演員，心臟病發作。[18]

### 6日
- 愛德華多·巴爾德拉斯（Eduardo Balderas），81歲，墨西哥出生的美國耶穌基督後期聖徒教會的翻譯。[19]
- 漢斯·馮·坎彭豪森（Hans von Campenhausen），85歲，波羅的海德國新教神學家。
- Jim Hurtubise，56歲，美國賽車手，1966年亞特蘭大500賽冠軍。[20]
- Illingworth “Buck” Kerr，83歲，加拿大畫家，以薩斯喀徹溫省和阿爾伯塔省大草原和山麓的風景畫而聞名，自殺。[21]
- 伊莉莎白·鄧肯·昆茨（Elizabeth Duncan Koontz），69歲，美國教育，民權和婦女運動人物，心臟病發作。[22]
- 埃德蒙·利奇，78歲，英國社會人類學家，皇家人類學研究所所長。[23]
- Elisa Lispector，77歲，巴西小說家（Além da Fronteira，O Muro de Pedras）。[24]
- 喬治·默瑟（George Mercer），44歲，美國強姦犯和殺人犯，被處決。[25]
- 約翰·唐納德·羅伯（John Donald Robb），96歲，美國作曲家、藝術行政人員和律師。[26]
- 凱哈爾·辛格（Kehar Singh），53-54歲，英迪拉·甘地遇刺案的印度同謀，被處決。[27]
- 薩特萬特·辛格，26-27歲，英迪拉·甘地的印度同夥，被處決。[28]

### 7日
- 十河佑贞（日语：十河佑貞），90岁，日本历史学家。
- 弗蘭克·亞當斯（Frank Adams），58歲，英國數學家，劍橋大學天文學和幾何學教授（亞當斯光譜序列，亞當斯猜想）。[29]
- 阿爾弗雷德·迪克（Alfred Dieck），82歲，德國考古學家，其工作在很大程度上名譽掃地。[30]
- 昭和天皇，87歲，日本在位時間最長的天皇，癌症。[31]
- 约瑟夫·莫尔（Josef Moll），80歲，納粹德國國防軍和西德聯邦國防軍軍官，陸軍督察。
- 阿斯拉姆·帕哈爾萬（Aslam Pahalwan），61歲，巴基斯坦職業摔跤手和世界重量級冠軍。[32]
- 提莫西·普洛曼（Timothy Plowman），44歲，美國民族植物學家，以研究古柯属而聞名，因接種愛滋病而感染。[33]
- 斯圖爾特·羅德斯（Stuart Rhodes），78歲，英國板球運動員（諾丁漢郡板球俱樂部）。[34]

### 8日
- Mieczysław G. Bekker，83-84歲，波蘭裔美國車輛工程師，為月球車的設計和建造做出了貢獻。
- 羅納德·迪佩納（Ronald DiPerna），41歲，美國非線性偏微分方程數學家。[35]
- 約翰尼·喬丹（Johnny Jordaan），64歲，荷蘭歌手。[36]
- 肯尼斯·麥克米蘭（Kenneth McMillan），56歲，美國演員（《羅達》《沙丘》），肝病。[37]

### 9日
- 理查·巴爾（Richard Barr），71歲，美國戲劇導演和製片人，美國戲劇和製片人聯盟主席，愛滋病相關肝衰竭。[38]
- 沃爾特·科勒（Walter Köhler），91歲，德國納粹黨政治家，巴登部長級總統。
- 馬歇爾·斯通（Marshall H. Stone），85歲，美國數學家，哈佛大學教授（斯通-馮·諾依曼唯一性定理），中風。[39]
- 比爾·特裡，90歲，美國職業棒球大聯盟球員（紐約巨人隊）。[40]
- 約翰·沃特斯（John K. Waters），82歲，美國陸軍將軍，心力衰竭。[41]

### 10日
- 克裡斯·阿夫拉姆（Chris Avram），57歲，羅馬尼亞裔義大利電影演員，癌症。
- 李應魯，84歲，韓國出生的法國畫家和版畫家，心臟病發作。
- Kai Fjell，81歲，挪威畫家。
- 卡爾·蓋林格（Karl Geiringer），89歲，奧地利裔美國音樂學家和作曲家傳記作家，跌倒併發症。[42]
- 瓦倫丁·格魯什科（Valentin Glushko），80歲，蘇聯工程師，蘇聯太空計劃項目經理。[43]
- Royal Little，92歲，德事隆的美國創始人兼董事長。[44]
- 赫伯特·莫里森（Herbert Morrison），83歲，美國電台記者，興登堡災難的代言人。[45]
- 55歲的澳大利亞聯邦員警局助理局長科林·溫徹斯特（Colin Winchester）被暗殺。[46]

### 11日
- 乔治·阿贝尔（George Abell），84歲，英國公務員和板球運動員，英格蘭銀行董事。[47]
- Candy Csencsits，33歲，美國職業女性健美運動員和女演員，乳腺癌。
- 释海灯，86歲，中國佛教僧侶和武術家，少林寺名譽住持。
- 邁克爾·福雷斯特（Michael Forrestal），61歲，約翰·甘迺迪（John F. Kennedy）總統的美國國家安全顧問，動脈瘤。[48]
- 雷·摩爾（Ray Moore），47歲，英國廣播公司（BBC）廣播員，英國廣播公司（BBC）第二台（BBC Radio 2）早間節目主持人，喉癌。[49]
- 何塞·布斯塔曼特·里韋羅，94歲，秘魯政治家、外交官、律師和作家，秘魯總統。[50]
- 傑基·賴特（Jackie Wright），84歲，北愛爾蘭喜劇演員，本尼·希爾（Benny Hill）的光頭搭檔。

### 12日
- 雷·莫爾哈特，89歲，美國職業棒球大聯盟球員（芝加哥白襪隊，紐約洋基隊）。[51]
- 珀西·普萊斯（Percy Price Jr.），52歲，美國業餘拳擊手和奧運選手。[52]
- Nikos Psacharopoulos，60歲，希臘裔美國戲劇製作人和導演，威廉士頓戲劇節聯合創始人，結腸癌。[53]
- 薩蒂亞姆，55-56歲，印度作曲家。
- 威利·施耐德（Willy Schneider），83歲，德國施拉格歌手。

### 13日
- 赫爾曼·巴特爾斯（Hermann Bartels），88歲，納粹德國建築師和黨衛軍成員。
- 斯特林·艾倫·布朗（Sterling Allen Brown），87歲，美國教授，民俗學家，詩人和文學評論家，哥倫比亞特區桂冠詩人，白血病。[54]
- 塞爾瑪·卡薩萊特-凱爾（Thelma Cazalet-Keir），89歲，英國女權主義者和政治家（保守黨）。[55]
- Candy Csencsits，33歲，美國職業女性健美運動員和女演員，乳腺癌。[56]
- Hiram E. McCallum，89歲，加拿大政治家，多倫多市長。
- 約翰·莫爾曼（John Moorman），83歲，英國主教。
- 何塞·瑪麗亞·佩尼亞（JoséMaríaPeña），93歲，西班牙國際足球運動員和經理，奧運選手。[57]
- 喬·斯皮內爾（Joe Spinell），52歲，美國演員（《教父》《洛基》《計程車司機》），失血過多。

### 14日
- 厄尼·布萊克（Ernie Blake），75歲，新墨西哥州陶斯滑雪谷（Taos Ski Valley）的德裔美國人聯合創始人，肺炎。[58]
- 羅伯特·萊卡赫曼（Robert Lekachman），68歲，美國經濟學家，社會正義的推動者，肝癌。[59]
- Robert Lembke，75歲，德國電視節目主持人和遊戲節目主持人（Is bin ich？ – What's my Line)
- 拉梅什·普拉薩德·莫哈帕特拉（Ramesh Prasad Mohapatra），49歲，印度考古學家，奧里薩邦國家博物館考古館館長。[60]
- Marco Vassi，51歲，美國作家，以色情、肺炎而聞名。
- 理查·華納（Richard Warner），77歲，英國演員（喬治和瑪格麗特，當我們結婚時）。
- 阮文春，96歲，越南政治家，越南總理。

### 15日
- 溫迪·福斯特（Wendy Foster），51歲，英國建築師，Team 4和Foster Associates的聯合創始人，癌症。
- 海倫·洛根（Helen Logan），82歲，美國編劇。
- 易卜拉欣·謝哈布（Ibrahim Shihab），65歲，瑪律地夫作家、詩人、散文家和政治家。
- 威爾夫·斯拉克（Wilf Slack），34歲，英國國際板球運動員（英格蘭國家隊，米德爾塞克斯），心臟病發作。[61]
- 特雷弗·斯旺（Trevor Swan），71歲，澳大利亞經濟學家（索洛-斯旺增長模型）。[62]

### 16日
- 米克·巴克斯特（Mick Baxter），32歲，英格蘭足球運動員（普雷斯頓北區，米德爾斯堡，朴茨茅斯），癌症。
- 皮埃爾·布瓦洛（Pierre Boileau），82歲，法國犯罪寫作二人組布瓦洛-納塞雅克（Les Diaboliques，Vertigo）的一半。
- 約瑟夫·亨利·林奇（Joseph Henry Lynch），77歲，英國藝術家（蒂娜，秋葉，林地女神）。
- 普雷姆·納齊爾（Prem Nazir），62歲，印度演員（Vida Parayum Munpe，Iruttinte Athmavu），麻疹。[63]
- 喬治·雷·特威德（George Ray Tweed），86歲，美國海軍的美國無線電員，以逃避兩年多的追捕而聞名，車禍。[64]
- 特雷·威爾遜（Trey Wilson），40歲，美國演員（《亞利桑那州崛起》《公牛達勒姆》），腦溢血。[65]

### 17日
- 戈登·阿洛特（Gordon Allott），82歲，美國政治家（共和黨），美國參議員。[66]
- 瓦吉德·阿裡·汗·布爾基（Wajid Ali Khan Burki），88歲，巴基斯坦眼科醫生，肺癌。[67]
- 邁克爾·弗蘭克（Michael Francke），42歲，美國法官，新墨西哥州和俄勒岡州懲教局局長，被謀殺。[68]
- Sam Longson，88歲，英國商人，德比郡足球俱樂部主席。
- 奧斯卡·巴爾加斯·普列托，71歲，秘魯士兵和政治家，秘魯總理。
- 喬治·謝哈德（Georges Schéhadé），83歲，黎巴嫩劇作家和詩人（Histoire de Vasco）。
- 阿爾弗雷多·齊塔羅薩（Alfredo Zitarrosa），52歲，烏拉圭創作歌手、詩人和記者（DoñaSoledad，Crece desde el Pie，Recordándote）。

### 18日
- 布鲁斯·查特文（Bruce Chatwin），48歲，英國旅行作家，小說家和記者（在黑山上，伍茲），愛滋病。[69]
- 巴斯特·克拉克森（Buster Clarkson），73歲，美國職業棒球大聯盟和黑人聯盟棒球運動員（波士頓勇士隊）。[70]
- 約翰·希克森（John D. Hickerson），90歲，美國外交官，美國駐菲律賓和芬蘭大使，癌症。[71]
- 歐文·雷斯尼克（Irving Resnick），72歲，美國黑幫，拳擊推廣人兼經理，心力衰竭。[72]

### 19日
- Devi Dja，74歲，印尼裔美國舞蹈家、女演員和歌手（達達內拉劇團，癌症。[73]
- Viva Tattersall，90歲，英國舞臺和電影女演員（The Whispering Shadow）。
- 諾瑪·瓦爾登（Norma Varden），90歲，英裔美國女演員（《卡薩布蘭卡》，《多佛的白色懸崖》，《音樂之聲》），心力衰竭。[74]
- 奧克塔維奧·維亞爾，70歲，墨西哥國際足球經理和世界杯教練。

### 20日
- 梅特·阿達尼爾，27歲，土族塞人足球運動員（阿勒泰，薩姆松斯波爾），球隊巴士事故。[75]
- 約瑟夫·西蘭凱維奇，77歲，波蘭共產主義政治家，波蘭總理兼總統。[76]
- 約翰·哈丁（John Harding），92歲，英國陸軍陸軍元帥，塞普勒斯總督。[77]
- 50歲的孟加拉電影導演和文化活動家阿蘭吉爾·卡比爾（Alamgir Kabir）溺水身亡。[78]
- 比阿特麗斯·莉莉（Beatrice Lillie），94歲，加拿大裔英國女演員、歌手和喜劇表演者（Inside U.S.A.、High Spirits）。[79]
- Whistlin' Alex Moore，89歲，美國藍調鋼琴家和歌手（Blue Bloomer Blues、Black Eyed Peas 和 Hog Jowls），心臟病發作。[80]
- 莫裡斯·斯塔斯基（Morris Starsky），55歲，美國政治和社會活動家，哲學教授（亞利桑那州立大學），心臟病。[81]
- 哈爾西·史蒂文斯（Halsey Stevens），80歲，美國音樂教授、傳記作家和作曲家。[82]

### 21日
- Muharrem Bajraktari，92歲，阿爾巴尼亞穆斯林遊擊隊戰士（自由阿爾巴尼亞全國委員會）。
- 威廉·伯奇（William O. Burch），84歲，美國海軍少將。[83]
- 莫利·德魯里（Morley Drury），85歲，加拿大裔美國足球運動員（南加州大學）。[84]
- Carl Furillo，66歲，美國職業棒球大聯盟球員（布魯克林和洛杉磯道奇隊），心臟病發作。[85]
- 萊斯利·哈利韋爾（Leslie Halliwell），59歲，英國影評人（Filmgoer's Companion，Halliwell's Film Guide），食道癌。[86]
- 古拉布拉奧·帕蒂爾，67歲，印度政治家，國會議員。
- 羅伯特·皮爾森（Robert H. Pierson），78歲，基督複臨安息日會總會美國主席。[87]
- 比利·提普顿（Dorothy Lucille Tipton），74歲，美國跨性別爵士音樂家和樂隊領隊，消化性潰瘍。[88]

### 22日
- 米奧德拉格·安德裡奇，45歲，塞爾維亞演員。
- 詹姆斯·法蘭西斯·柯林斯（James Francis Collins），83歲，美國陸軍將軍，前列腺癌。[89]
- Sydney Goldstein，85歲，英國數學家（流體力學）。[90]
- 約瑟夫·馬特森-博茲（Joseph Mattsson-Boze），83歲，瑞典裔美國牧師，芝加哥費城教會牧師。
- 烏戈·皮諾蒂，90歲，義大利擊劍運動員和奧運會金牌得主。[91]
- S. Vithiananthan，64歲，斯里蘭卡作家，賈夫納大學副校長。
- 威利·威爾斯（Willie Wells），82歲，美國黑人聯盟棒球運動員，充血性心力衰竭。[92]
- Sándor Weöres，75歲，匈牙利詩人和作家。[93]

### 23日
- 喬治·凱斯（George Case），73歲，美國職業棒球大聯盟（華盛頓參議員），肺氣腫。[94]
- Nguyễn Minh Châu，58歲，越南小說家。
- 萨尔瓦多·达利（Salvador Dalí），84歲，西班牙藝術家（《歌舞表演現場》、《麵包籃》、《春天的第一天》）。[95]
- M. Govindan，69歲，印度作家和文化活動家（Nokkukuthi）。
- 羅伯特·凱利（Robert Kelly），75歲，美國海軍軍官，因從菲律賓逃避道格拉斯·麥克亞瑟將軍而聞名，肺炎。[96]
- 約翰·里昂-達爾伯格-阿克頓，81歲，義大利出生的英國同齡人和軍人，上議院議員。
- 漢斯·卡爾·邁耶（Hans Karl Meyer），90歲，德國海軍納粹海軍上將，西德海軍艦隊海軍上將。
- 安格斯·莫裡森（Angus Morrison），86歲，英國鋼琴家，大英帝國勳章。
- Lars-Erik Torph，28歲，瑞典拉力賽車手，作為觀眾參加拉力賽。
- 吉伯特·沃斯（Gilbert L. Voss），70-71歲，美國環保主義者和海洋學家（伍茲霍爾海洋研究所）。[97]

### 24日
- 泰德·邦迪（Ted Bundy），42歲，美國連環殺手，被處決。[98]
- Matelo Ferret，70-71歲，法國吉他手和作曲家，癌症。
- 羅伯托·菲格羅亞，84歲，烏拉圭國際足球運動員和奧運會金牌得主。[99]
- George Knudson，51歲，加拿大職業高爾夫球手，癌症。[100]
- Sasha Putrya，11歲，烏克蘭藝術家，白血病。
- 邁克爾·斯科特（Michael Scott），83歲，愛爾蘭建築師（布薩拉斯大樓，科克歌劇院，修道院劇院）。[101]
- Les Spann，56歲，美國爵士吉他手和長笛手。
- Chauncey Stillman，81歲，美國慈善家、藝術收藏家、環保主義者和銀行繼承人。[102]
- Siegfried Wischnewski，66歲，德國舞臺和電影演員（Derrick，Der Kommissar），支氣管癌。

### 25日
- 大衛·巴斯內特（David Basnett），64歲，英國工會領袖，工會大會主席。[103]
- 卡萊爾·胡梅爾辛（Carlisle H. Humelsine），73歲，美國外交官和軍官，負責行政事務的助理國務卿。[104]
- 古斯塔沃·阿爾瓦雷斯·馬丁內斯，51歲，宏都拉斯軍官，宏都拉斯武裝部隊負責人，被暗殺。[105]
- 阿爾文·羅賓遜（Alvin Robinson），51歲，美國節奏藍調歌手、吉他手和詞曲作者（Something You Got）。
- Bikki Sunazawa，57歲，日本木雕家、畫家、藝術家和雕塑家，骨髓癌。[106]
- 戴夫·安德伍德（Dave Underwood），60歲，英國足球運動員。

### 26日
- 莫頓·達科斯塔（Morton DaCosta），74歲，美國戲劇和電影導演兼製片人，作家和演員（《平原與幻想》，《馬梅阿姨》，《音樂人》），心力衰竭。[107]
- 唐尼·埃爾伯特（Donnie Elbert），52歲，美國靈魂歌手和詞曲作者（《我們的愛去哪兒了》，《我情不自禁》），中風。[108]
- 威廉·福雷斯特，86歲，美國戲劇、電影和電視演員，心力衰竭。[109]
- 阿爾伯特·霍夫施塔特（Albert Hofstadter），78歲，美國哲學家。[110]
- H·克勞德·哈德森（H. Claude Hudson），102歲，美國商人和民權宣導者。[111]
- 塞貢多·略倫特（Segundo Llorente），82歲，西班牙耶穌會傳教士、哲學家和作家。[112]

### 27日
- Dónall Mac Amhlaigh，62歲，愛爾蘭作家（Dialann Deoraí，Deoraithe）。[113]
- 阿布·貝克·阿斯瓦特（Abu Baker Asvat），46歲，南非醫生，被謀殺。[114]
- 大衛·巴克（David Buck），52歲，英國演員和配音演員（霍雷肖·霍恩布洛爾，《指環王》），癌症。
- Bayani Casimiro，70歲，菲律賓舞者。
- 鮑勃·海姆斯（Bob Haymes），65歲，美國歌手，詞曲作者，演員和廣播電視節目主持人（僅此而已），肌萎縮側索硬化症。[115]
- Robert A. Henle，65-66歲，美國電氣工程師（半導體）。[116]
- 瓦西裡·科諾瓦連科（Vasily Konovalenko），59歲，蘇聯藝術家（寶石雕塑），腦溢血。[117]
- 威利巴爾德·克雷斯，82歲，德國國際足球運動員和經理（德累斯頓SC）。[118]
- 亞瑟·馬歇爾（Arthur Marshall），78歲，英國作家、說唱家和廣播員（Call My Bluff）。
- 湯瑪斯·索普威斯爵士，101歲，英國航空先驅和帆船運動員，歐洲冰球冠軍。[119]

### 28日
- 王默君，24歲，台灣歌手。
- 邁克爾·貝倫斯（Michael Behrens），77歲，英國金融家、股票經紀人、餐館和畫廊老闆。
- 尤金·埃蒙德（Eugene Emond），68歲，紐約聯邦儲備銀行（Federal Reserve Bank of New York）美國官員。
- 第十世班禅额尔德尼，50歲，藏傳佛教領袖，心臟病發作。[120]
- 哈利娜·科诺帕茨卡，88歲，波蘭鐵餅運動員和奧運會金牌得主。
- 奧利·普哈卡（Olli Puhakka），72歲，二戰中的芬蘭空軍王牌。
- 哈斯穆克·迪拉傑拉爾·桑卡利亞（Hasmukh Dhirajlal Sankalia），80歲，印度學者和考古學家。
- 馬克·史蒂文斯（Marc Stevens），45歲，美國色情表演者，愛滋病。
- 山階芳麿，88歲，日本鳥類學家。[121]

### 29日
- 費德里科·坎圖·加爾薩（Federico Cantú Garza），81歲，墨西哥畫家，雕刻家和雕塑家。
- 曼德爾·克萊默（Mandel Kramer），72歲，美國演員和配音演員（Yours Truly，Johnny Dollar）。

### 30日
- 阿方索，52歲，西班牙君主制的繼承人，如果復辟，滑雪事故。[122]
- 佩吉恩·菲茨傑拉德（Pegeen Fitzgerald），84歲，美國電臺名人（菲茨傑拉德），乳腺癌。[123]
- 杰克·乔治，60歲，美國NBA籃球運動員（費城勇士隊，紐約尼克斯隊）。[124]
- 弗里德里希·索爾姆森（Friedrich Solmsen），84歲，德裔美國語言學家和古典研究教授。[125]

### 31日
- 芥川也寸志，63歲，日本作曲家和指揮家。[126]
- 奧黛麗·比查姆（Audrey Beecham），73歲，英國詩人和歷史學家，哮喘。
- 傑克·道格拉斯（Jack Douglas），80歲，美國喜劇作家。[127]
- 鮑勃·鄧恩（Bob Dunn），80歲，美國漫畫家、藝人和插科打諢作家。[128]
- 亞瑟·雷金納德·埃文斯（Arthur Reginald Evans），83歲，澳大利亞海岸觀察家，甘迺迪機場的救援人員。[129]
- 費爾南多·貢薩爾維斯·納莫拉（Fernando Gonçalves Namora），69歲，葡萄牙作家和醫生（Retalhos da Vida de Umm Médico）。[130]
- 威廉·斯特芬森（William Stephenson），92歲，加拿大士兵，戰鬥機飛行員，商人和間諜大師（英國安全協調）。[131]

### 未知日期
- 路易斯·戈拉姆（Lewis Goram），63歲，蘇格蘭足球運動員（伯里足球俱樂部）。
- Leo Holzer，86-87歲，奧地利-捷克消防員和大屠殺倖存者。
- 奧利弗·西普爾（Oliver Sipple），47歲，美國人，曾阻止暗殺美國總統傑拉爾德·福特（Gerald Ford）。[132]
- 維奧萊特·溫斯皮爾（Violet Winspear），60歲，英國浪漫主義作家，癌症。